# Шипкова къща
Шипковата къща е музей в град Казанлък. Сградата е обявена за паметник на културата с местно значение. Къщата е проектирана от архитект Камен Петков през 1902 г. Стилът ѝ е виенски необарок, а интериорът е украсен с гравирано стъкло от Прага. Стъклописите са изпълнение на проф. Иван Пенков – един от тримата художници на казанлъшкия сецесион.
От 2015 г. Шипковата къща става част от културно-историческия маршрут Долината на розите и тракийските царе, разработен от Министерството на туризма. Музеят е достъпен за посещение в периода 1 април – 1 септември, без почивен ден.

## История
Домът на Шипкови е построен през 1902 г. Те са сред най-заможните казанлъшки семейства – търговци на розово масло. Родоначалникът, Кънчо Шипков (роден 1817 г.), идва в Казанлък, останал сирак на 10 години. Той изгражда една от първите милионерски фирми в България и превръща българското розово масло в символ на държавата, разпознаваем по цял свят.
В годината на обявяването на независимостта на България (1908 г.), в Казанлък гостува цар Фердинанд, който отсяда в Шипковата къща. По онова време това била най-впечатляващата къща в града.
През 1948 г. от Шипковата къща започва излъчването на първото казанлъшко радиопредаване. Общински радиовъзел – кабелно радио, Казанлък продължава да излъчва до 2004 г., когато е закрито.

## Експозиция
Красиви стенописи, камини от Санкт Петербург, дърворезби и стъклописи в къщата са запазени през годините, въпреки че къщата е изпълнявала различни функции – Градски народен съвет, бар и др. Къщата е реставрирана и в наши дни разполага с няколко зали, които разказват моменти от историята на рода Шипкови и на страната ни.

### Обществена колекция „Шипков“
На партерния етаж се разказва и историята на рода Шипкови и се проследява пътя на маслодайната роза – от древни времена, развитие преди и след Освобождението на България, по време на Първата и Втората световни войни, комунизма, в съвремието. Наред с това.

### Работилница
В къщата се помещава и работилница за изработване на продукти на основата на етерично-маслени култури – сувенирни продукти създадени изцяло ръчно и по собствен дизайн.